# Beatrice Callegari
Beatrice Callegari (Castelfranco Véneto, 20 de diciembre de 1991) es una deportista italiana que compite en natación sincronizada.
Ganó una medalla en el Campeonato Mundial de Natación de 2019, y ocho medallas en el Campeonato Europeo de Natación entre los años 2012 y 2018.

## Palmarés internacional
| Campeonato Mundial | Campeonato Mundial       | Campeonato Mundial | Campeonato Mundial |
| Año                | Lugar                    | Medalla            | Prueba             |
| ------------------ | ------------------------ | ------------------ | ------------------ |
| 2019               | Gwangju (Corea del Sur)  | Medalla de plata   | Rutina especial    |
| Campeonato Europeo |                          |                    |                    |
| Año                | Lugar                    | Medalla            | Prueba             |
| 2012               | Eindhoven (Países Bajos) | Medalla de bronce  | Combinación libre  |
| 2014               | Berlín (Alemania)        | Medalla de bronce  | Combinación libre  |
| 2016               | Londres (Reino Unido)    | Medalla de plata   | Equipo libre       |
| 2016               | Londres (Reino Unido)    | Medalla de bronce  | Equipo técnico     |
| 2016               | Londres (Reino Unido)    | Medalla de bronce  | Combinación libre  |
| 2018               | Glasgow (Reino Unido)    | Medalla de plata   | Combinación libre  |
| 2018               | Glasgow (Reino Unido)    | Medalla de bronce  | Equipo técnico     |
| 2018               | Glasgow (Reino Unido)    | Medalla de bronce  | Equipo libre       |